# Aliaksandr Nadsan

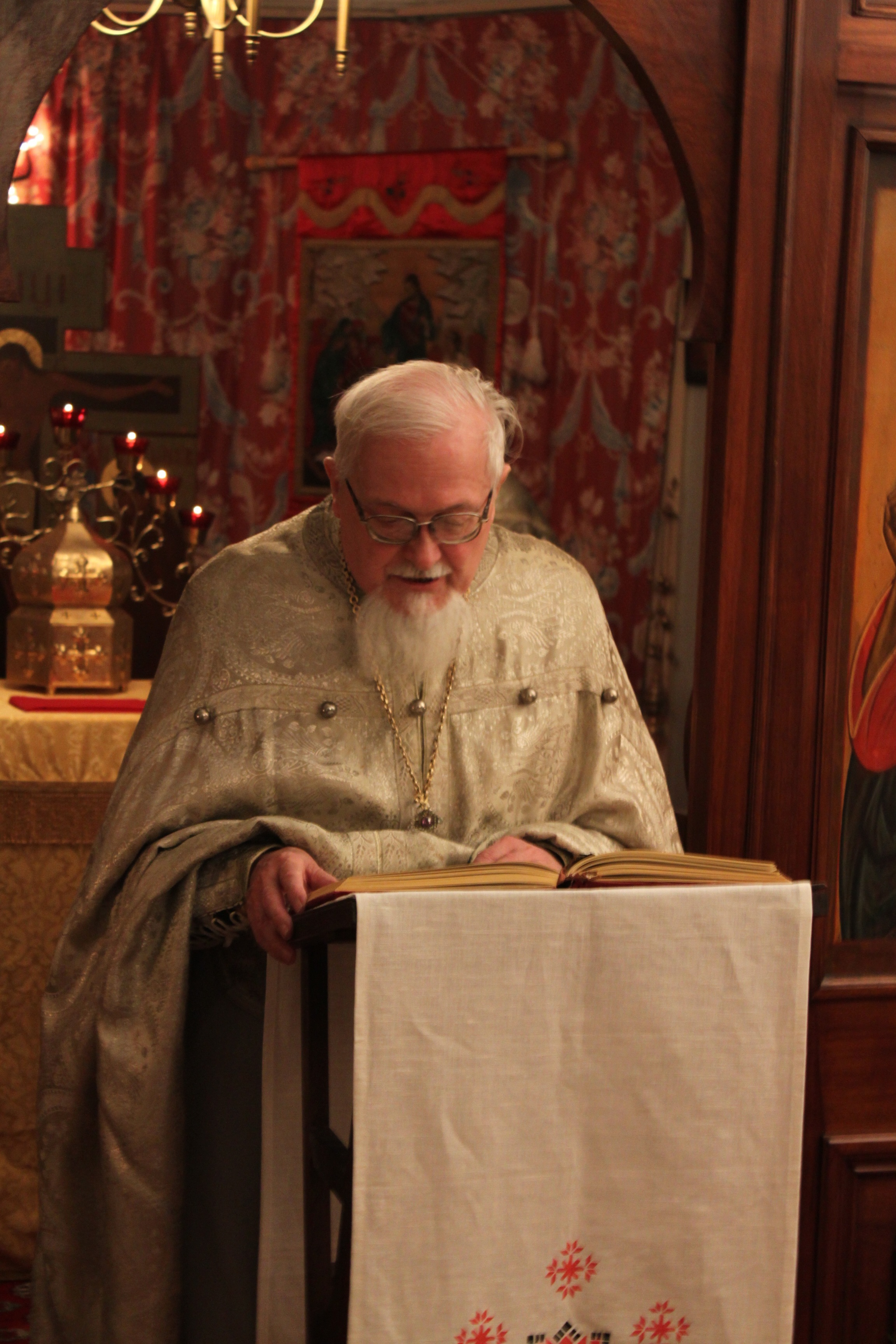
Aliaksander Nadsan

El Padre Alexander Nadson, Aliaksandr Antonavich Nadsan (en cirílico bielorruso:  Аляксандр Антонавіч Надсан, Haradzieja, Polonia, 8 de agosto de 1926-Londres , 15 de abril de 2015) fue un sacerdote católico bielorruso que ejerció como visitador apostólico de la Iglesia greco-católica bielorrusa. Además también escribió varios libros sobre la historia bielorrusa.

## Biografía
Nació como Alaksandar Bochka cerca deNiasviž, su padre había servido como oficial del ejército zarista durante la Primera Guerra Mundial y posteriormente participó en el levantamiento antibolchevique de Slutsk de 1920.
Aliaksandr estudió matemáticas en el seminario de Niasviž. En 1944 salió de Bielorrusia y en 1945 fue soldado en el Segundo Cuerpo polaco con el que fue herido al norte de Italia. Lo trasladaron al Reino Unido donde se graduó en matemáticas en la Universidad de Londres en 1953 y fue editor de varias publicaciones y uno de los fundadores de la Association of Belarusians in Great Britain presidiéndola entre 1951 y 1953.
En otoño de 1953, bajo la influencia de Časlaŭ Sipovič, estudió en el Pontificio Colegio Griego de Roma, y fue ordenado sacerdote el 23 de noviembre de 1958. En julio de 1959 volvió a Londres, donde retomó sus  actividades organizativas de la diáspora bielorrusa.
Desde 1971 fue director del  Francis Skaryna Belarusian Library and Museum, la mayor biblioteca bielorrusa en el extranjero. Desde 1981 fue cabeza de la misión católica bielorrusa en Gran Bretaña, y desde finales de los 1980, visitador apostólico de todos los fieles grecocatólicos bielorrusos en el extranjero y el 11 de marzo de 1990 celebró liturgia en Minsk, algo que no se celebraba desde que fuera abolida en 1839.
Tras su muerte, los fieles greco-católicos bielorrusos del Reino Unido pasaron a depender de la Eparquía de la Sagrada Familia de Londres con Hlib Lonchyna.

## Obra
- Госпаду памолімся, 2002
- Біскуп Чэслаў Сіповіч сьвятар і беларус, 2004
- Pro patria aliena: кляштар беларускіх айцоў марыянаў у Друі, 1924-1938, 2006